# Döllnitzmühle
Döllnitzmühle ist ein Ortsteil der Stadt  Pfreimd im Oberpfälzer Landkreis Schwandorf (Bayern).

## Geografie
Döllnitzmühle liegt am Döllnitzbach, 900 Meter westlich der Bundesautobahn 6 und ungefähr 3,2 Kilometer nordwestlich von Pfreimd. Südlich von Döllnitzmühle erhebt sich der 482 Meter hohe Mühlberg.

## Geschichte
1372 gab es ein Gericht in Pfreimd, zu dem die Ortschaften Iffelsdorf, Untersteinbach und Döllnitzmühle (auch: Dellnitzmühle, Döllnitzmühl) gehörten. Den Landgrafen von Leuchtenberg stand hier die Niedergerichtsbarkeit zu. Im Heidelberger Vertrag von 1546 wurde ihnen auch die Halsgerichtsbarkeit verliehen und von Kurfürst Friedrich II. von der Pfalz ausdrücklich anerkannt. Daraus ging das bis 1803 bestehende Stadtrichteramt Pfreimd hervor, zu dem Pfreimd, Iffelsdorf, Untersteinbach und Döllnitzmühle gehörten.
Im 16. Jahrhundert gehörten zum Stadtrichteramt Pfreimd außerhalb von Pfreimd insgesamt 30 Anwesen, davon
- 1 Mühle in Döllnitzmühle,
- 4 Höfe, 9 Güter und 3 Gütlein in Iffelsdorf,
- 3 Höfe, 1 Höflein, 3 Güter, 5 Gütlein und eine Mühle in Untersteinbach.[6]

Im 18. Jahrhundert gab es in Döllnitzmühle 2 Anwesen, 1 Mühle.
1808 begann in Folge des Organischen Ediktes des Innenministers Maximilian von Montgelas in Bayern die Bildung von Gemeinden. Dabei wurde das Landgericht Nabburg zunächst in landgerichtische Obmannschaften geteilt. Döllnitzmühle kam zur Obmannschaft Iffelsdorf. Zur Obmannschaft Iffelsdorf gehörten: Iffelsdorf, Untersteinbach, Haindorf, Obersteinbach, Fraunberg, Ragenhof, Friedersdorf, Nessating, Döllnitz, Döllnitzmühle und Eixlberg.
Dann wurden 1811 in Bayern Steuerdistrikte gebildet. Dabei kam Döllnitzmühle zum Steuerdistrikt Nessating. Der Steuerdistrikt Nessating bestand aus den Dörfern Nessating, Friedersdorf und Döllnitz und der Einöde Döllnitzmühle. Er hatte 24 Häuser, 187 Seelen, 150 Morgen Äcker, 50 Morgen Wiesen, 60 Morgen Holz, 3 Weiher, 14 Morgen öde Gründe und Wege, 3 Pferde, 96 Ochsen, 36 Kühe, 60 Stück Jungvieh, 90 Schafe und 36 Schweine.
Schließlich wurde 1818 mit dem Zweiten Gemeindeedikt die übertriebene Zentralisierung weitgehend rückgängig gemacht und es wurden relativ selbständige Landgemeinden mit eigenem Vermögen gebildet, über das sie frei verfügen konnten. Hierbei kam Döllnitzmühle zur Ruralgemeinde Saltendorf. Die Gemeinde Saltendorf bestand aus den Ortschaften Saltendorf mit 25 Familien, Damelsdorf mit 15 Familien, Nessating mit 14 Familien, Friedersdorf mit 12 Familien, Döllnitz mit 10 Familien und Döllnitzmühle mit 1 Familie.
1978 wurde die Gemeinde Saltendorf nach Wernberg-Köblitz eingegliedert. Nur Nessating, Döllnitz und Döllnitzmühle wurden nach Pfreimd eingegliedert.
Döllnitzmühle gehörte 1838 zur Pfarrei Pfreimd, Dekanat Leuchtenberg, 1916 Dekanat Nabburg. 1997 gehörte Döllnitzmühle mit 6 Katholiken zur Pfarrei Pfreimd.

## Einwohnerentwicklung ab 1819
| Jahr | Einwohner | Gebäude |
| ---- | --------- | ------- |
| 1819 | 1 Familie | k. A.   |
| 1828 | 7         | 1       |
| 1838 | 5         | 1       |
| 1864 | 11        | 6       |
| 1875 | 8         | 5       |
| 1885 | 5         | 1       |
| 1900 | 8         | 1       |
| 1913 | 9         | 1       |

| Jahr | Einwohner | Gebäude |
| ---- | --------- | ------- |
| 1925 | 7         | 1       |
| 1950 | 5         | 1       |
| 1961 | 7         | 1       |
| 1964 | 7         | 1       |
| 1970 | 7         | k. A.   |
| 1987 | 8         | 2       |
| 2011 | 5         | k. A.   |